# Udham Singh (hokej na travi)
Udham Singh (1928. – 2000.) je bivši indijski hokejaš na travi. Rodom je iz Sansarpura, Jalandhar, savezna država Pandžab, Indija.
Na hokejaškom turniru na Olimpijskim igrama 1952. u Helsinkiju igrajući za Indiju je osvojio zlato. 
Na hokejaškom turniru na Olimpijskim igrama 1956. u Melbourneu igrajući za Indiju je također osvojio zlato.
Na hokejaškom turniru na Olimpijskim igrama 1960. u Rimu igrajući za Indiju je osvojio srebro.
Na hokejaškom turniru na Olimpijskim igrama 1964. u Tokiju igrajući za Indiju je opet osvojio zlato.
Njegov niz osvojenih odličja od 3 zlata i jedna srebra je bio rekordom za olimpijskog hokejaša na travi. 

## Nagrade
Indijska vlada ga je odlikovala nagradom Arjuna.